# Gare d'Achères - Grand-Cormier
Ne doit pas être confondu avec Gare d'Achères-Ville ou Triage d'Achères.
La gare d'Achères - Grand-Cormier est une gare ferroviaire française de la ligne de Paris-Saint-Lazare au Havre. Elle est située sur le territoire de la commune de Saint-Germain-en-Laye, dans le département des Yvelines, en région Île-de-France.

## Situation ferroviaire
Établie à 41 mètres d'altitude, la gare d'Achères - Grand-Cormier est située au point kilométrique (PK) 21,250 de la ligne de Paris-Saint-Lazare au Havre, entre les gares ouvertes de Maisons-Laffitte et de Poissy (s'intercale la halte fermée de Poissy-Quai-Talbot).
Elle est implantée au centre d'un vaste complexe ferroviaire qui comprend un triage, un dépôt et un établissement de maintenance du matériel moteur. Ce complexe est à l'origine de la ligne d'Achères à Pontoise. De plus, il est traversé par la ligne de la grande ceinture de Paris, qui forme un tronc commun avec la ligne de Paris au Havre entre Achères et Sartrouville.
Lorsqu'il y a des travaux sur le RER A, la branche de Poissy est déconnectée de celui-ci ; les trains desservant cette gare sont alors ceux du réseau Transilien Paris Saint-Lazare, prolongés de Maisons-Laffitte à Poissy (ligne L) ou s'arrêtant exceptionnellement dans la gare (ligne J),.

## Histoire
Simple halte située une centaine de mètres au nord de l'actuelle station, une première gare est mise en service le 9 mai 1843 par la Compagnie du chemin de fer de Paris à Rouen sous le nom d'Étoile de Conflans. En 1877, par suite de l'extension du triage et de la mise en service de la ligne d'Achères à Pontoise, elle prend le nom d'Achères-Embranchement.
Pour l'ouverture aux voyageurs des sections de la ligne de Grande Ceinture comprises entre Achères et Noisy-le-Sec le 2 janvier 1882, puis entre Versailles-Chantiers et Achères le 4 septembre 1882, un second bâtiment est accolé au premier.
Dans les années 1920, le nom de la gare devient simplement Achères. En 1931, la suppression des passages à niveau de la route nationale no 184 et la construction d'un double pont entraînent l'abandon de la gare primitive et la mise en service du bâtiment actuel.
Sur la section nord de la Grande ceinture comprise entre Versailles-Chantiers et Juvisy via Argenteuil, le trafic de voyageurs cesse le 15 mai 1939.
En 1979, lors de la mise en service de la gare d'Achères-Ville sur la ligne d'Achères à Pontoise, la gare est renommée Achères-Grand-Cormier.
Sur cette dernière ligne se trouvait une halte dénommée Village d'Achères. Détruite par les bombardements dans la nuit du 7 au 8 juin 1944, elle n'a pas été remise en service mais ses quais subsistent.

## Fréquentation
De 2015 à 2023, les estimations de la SNCF sont les suivantes :
| Année         | 2015    | 2016    | 2017    | 2018    | 2019    | 2020    | 2021    | 2022    | 2023    |
| ------------- | ------- | ------- | ------- | ------- | ------- | ------- | ------- | ------- | ------- |
| Fréquentation | 241 046 | 238 687 | 235 698 | 228 032 | 221 003 | 126 513 | 209 673 | 177 092 | 188 426 |

## Service des voyageurs

### Accueil
Elle comporte deux quais centraux : le quai A d'une longueur de 212/226 m, et le quai B d'une longueur de 247 m. Elle dispose d'un guichet pour l'achat de titres de transports Transilien. À ce jour, il s'agit de la seule gare de la ligne A du RER qui est dénuée de lignes de contrôle.

### Desserte
Achères - Grand-Cormier est desservie par les trains de la ligne A du RER, parcourant la branche A5 se terminant à Poissy. Il n'y a plus de trains du Transilien allant vers Mantes-la-Jolie ou vers la gare de Paris-Saint-Lazare, sauf dans quelques cas de travaux.
La desserte de la gare se compose ainsi, :
- du lundi au vendredi :
  - 5 trains par heure (soit 1 train toutes les 12 minutes) vers Boissy-Saint-Léger et Poissy aux heures de pointe,
  - 3 trains par heure (soit 1 train toutes les 20 minutes) vers Torcy et Poissy aux heures creuses,
  - 2 trains par heure (soit 1 train toutes les 30 minutes) vers Boissy-Saint-Léger et Poissy en soirée,
- le week-end :
  - 3 trains par heure (soit 1 train toutes les 20 minutes) vers Marne-la-Vallée - Chessy et Poissy, en journée,
  - 2 trains par heure (soit 1 train toutes les 30 minutes) vers Marne-la-Vallée - Chessy ou Torcy et Poissy, en soirée.

Installations
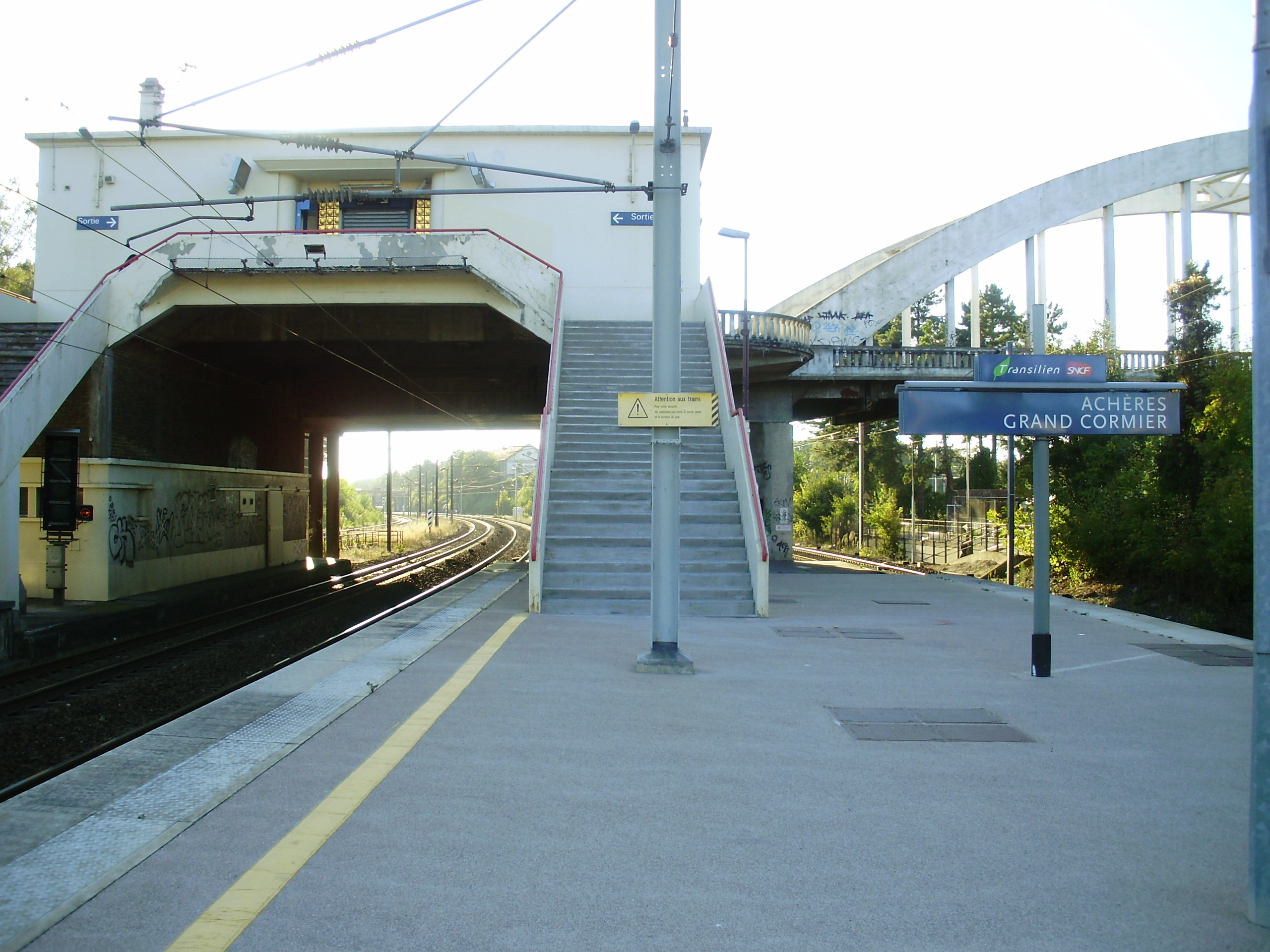
Le bâtiment de la gare, depuis le quai pour Paris.
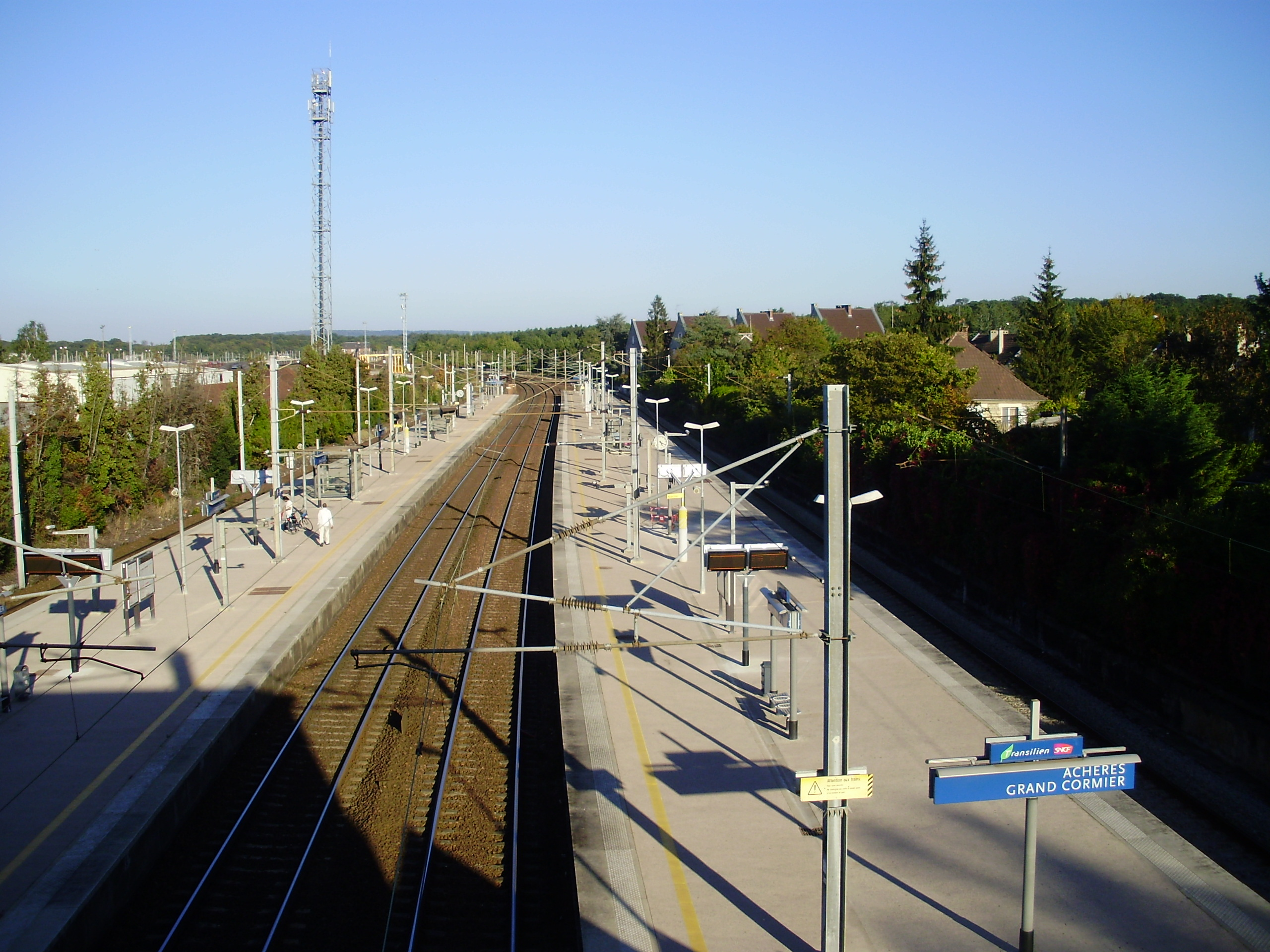
Les quais côté Paris, depuis le pont de la RN 184.
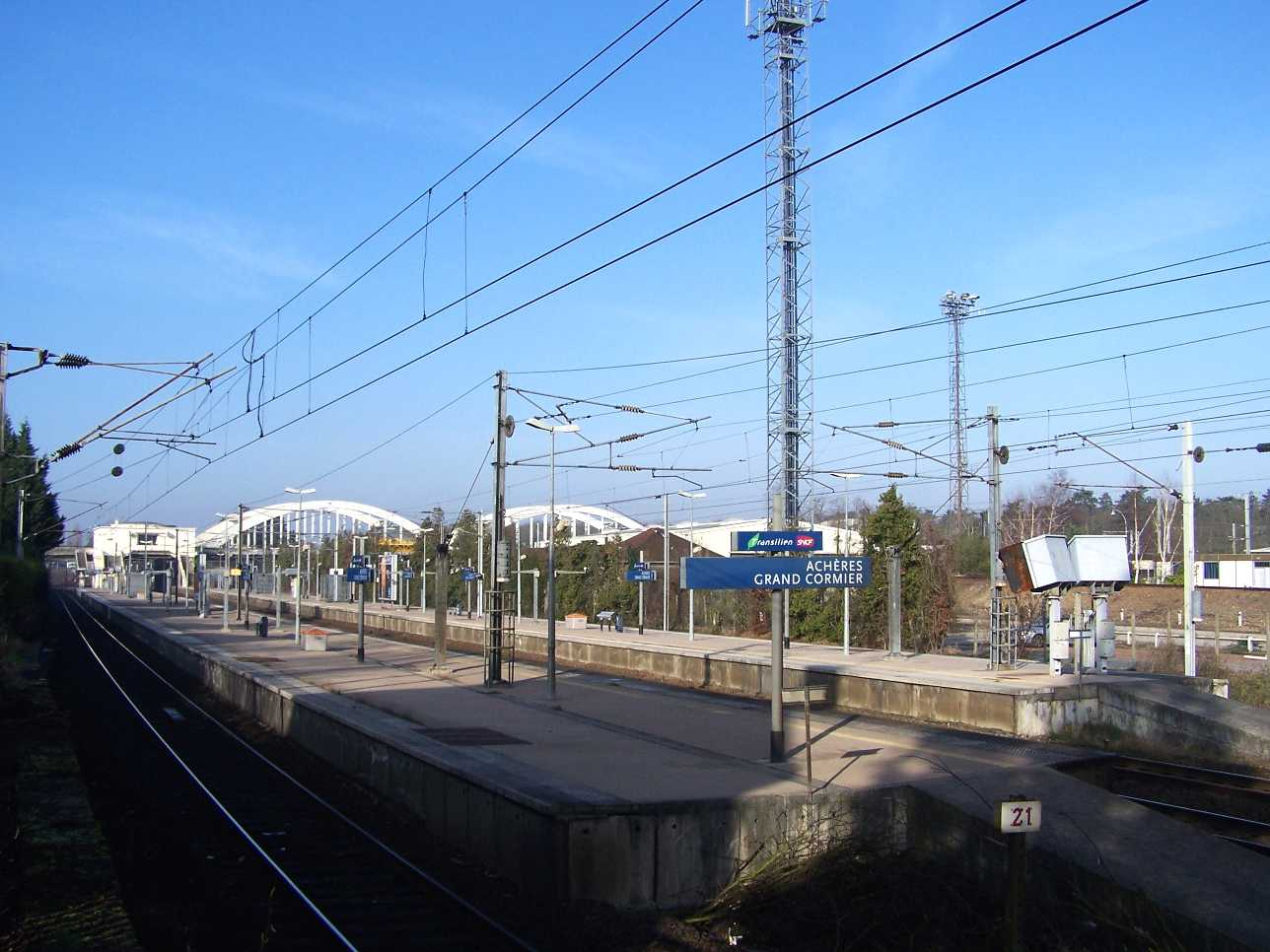
Les quais, en direction de Poissy.

### Intermodalité
La gare se trouve dans un lieu isolé, en forêt de Saint-Germain-en-Laye, sur la route de Saint-Germain-en-Laye à Pontoise. Son accès piéton se fait depuis la route nationale 184. La nuit, elle est desservie par des bus Noctilien de la ligne N152.

## Service des marchandises
Le service du fret est assuré par la gare d'Achères-Triage.